# 1891
1891(천팔백구십일)은 1890보다 크고 1892보다 작은 자연수다.

## 수학
- 합성수로, 그 약수는 1, 31, 61, 1891이다. 진약수의 합은 93이므로, 1891은 부족수다.
- 61번째 삼각수다. 앞의 삼각수는 1830, 다음은 1953이다.
- 36번째 중심있는 삼각수다. 앞의 중심있는 삼각수는 1786, 다음은 1999다.
- 28번째 중심있는 오각수다. 앞의 중심있는 오각수는 1756, 다음은 2031이다.
- {\displaystyle 70^{5}-1}은 1891로 나누어떨어진다.

## 과학
- NGC 1891: 비둘기자리 방향에 있는 산개성단.

## 문화유산
- 대한민국의 보물 제1891호: 서울 흥천사 금동천수관음보살좌상

## 기타
- 연도: 1891년, 기원전 1891년

## 같이 보기
- 1000